# Eliminatórias da Copa do Mundo FIFA de 2018 - Ásia (terceira fase)
Esta página apresenta os resultados das partidas da terceira fase das eliminatórias asiáticas para a Copa do Mundo FIFA de 2018. Foi disputada entre 1 de setembro de 2016 até 5 de setembro de 2017.

## Formato
Um total de 12 seleções que avançaram da segunda fase (os oito primeiros colocados de cada grupo e os quatro melhores segundo colocados) foram divididos em dois grupos com seis seleções cada. Os dois melhores de cada grupo se classificaram a Copa do Mundo FIFA de 2018 e os dois terceiro colocados avançam a quarta fase.

## Equipes classificadas
| Grupo | Vencedores     | Segundo colocados (Os melhores 4 classificaram) |
| ----- | -------------- | ----------------------------------------------- |
| A     | Arábia Saudita | Emirados Árabes Unidos                          |
| B     | Austrália      | —                                               |
| C     | Catar          | China                                           |
| D     | Irã            | —                                               |
| E     | Japão          | Síria                                           |
| F     | Tailândia      | Iraque                                          |
| G     | Coreia do Sul  | —                                               |
| H     | Uzbequistão    | —                                               |

## Chaveamento
O sorteio para esta fase ocorreu em 12 de abril de 2016 em Kuala Lumpur na Malásia.
As equipes classificadas são ordenadas baseadas no Ranking Mundial da FIFA de março de 2016 (mostrados nos parênteses).
- Irã (44)
- Japão (56)
- Coreia do Sul (57)
- Arábia Saudita (60)
- Emirados Árabes Unidos (64)
- Austrália (67)
- Uzbequistão (74)
- Catar (80)
- Iraque (91)
- China (96)
- Tailândia (118)
- Síria (123)

## Grupos
|  | Equipe classificada a Copa do Mundo FIFA de 2018 |
|  | Equipe classificada a quarta fase                |
|  | Equipe eliminada                                 |

### Grupo A
| Pos | Equipe        | Pts | J  | V | E | D | GP | GC | SG | Classificado                                     |  | IRN | KOR | SYR | UZB | CHN | QAT |
| --- | ------------- | --- | -- | - | - | - | -- | -- | -- | ------------------------------------------------ |  | --- | --- | --- | --- | --- | --- |
| 1   | Irã           | 22  | 10 | 6 | 4 | 0 | 10 | 2  | +8 | Equipe classificada a Copa do Mundo FIFA de 2018 |  | —   | 1–0 | 2–2 | 2–0 | 1–0 | 2–0 |
| 2   | Coreia do Sul | 15  | 10 | 4 | 3 | 3 | 11 | 10 | +1 | Equipe classificada a Copa do Mundo FIFA de 2018 |  | 0–0 | —   | 1–0 | 2–1 | 3–2 | 3–2 |
| 3   | Síria         | 13  | 10 | 3 | 4 | 3 | 9  | 8  | +1 | Equipe classificada a quarta fase                |  | 0–0 | 0–0 | —   | 1–0 | 2–2 | 3–1 |
| 4   | Uzbequistão   | 13  | 10 | 4 | 1 | 5 | 6  | 7  | −1 | Eliminados                                       |  | 0–1 | 0–0 | 1–0 | —   | 2–0 | 1–0 |
| 5   | China         | 12  | 10 | 3 | 3 | 4 | 8  | 10 | −2 | Eliminados                                       |  | 0–0 | 1–0 | 0–1 | 1–0 | —   | 0–0 |
| 6   | Catar         | 7   | 10 | 2 | 1 | 7 | 8  | 15 | −7 | Eliminados                                       |  | 0–1 | 3–2 | 1–0 | 0–1 | 1–2 | —   |

#### Primeira rodada
| 1 de setembro de 2016 | Coreia do Sul                                         | 3 – 2     | China                       | Seul World Cup Stadium, Seul                                 |
| 20:00 (UTC+9)         | Zheng Zhi 21' · Lee Chung-yong 63' · Koo Ja-cheol 66' | Relatório | Yu Hai 74' · Hao Junmin 77' | Público: 51 238 Árbitro: UAE Mohammed Abdulla Hassan Mohamed |

| Coreia do Sul | China |

| 1 de setembro de 2016 | Uzbequistão  | 1 – 0     | Síria | Estádio Bunyodkor, Tashkent             |
| 20:00 (UTC+5)         | Geynrikh 73' | Relatório |       | Público: 29 100 Árbitro: JPN Ryuji Sato |

| Uzbequistão | Síria |

| 1 de setembro de 2016 | Irã                                      | 2 – 0     | Catar | Estádio Azadi, Teerã                                |
| 21:00 (UTC+4:30)      | Ghoochannejhad 90+4' · Jahanbakhsh 90+6' | Relatório |       | Público: 78 000 Árbitro: SRI Hettikamkanamge Perera |

| Irã | Qatar |

#### Segunda rodada
| 6 de setembro de 2016 | China | 0 – 0     | Irã | Estádio Olímpico, Shenyang                   |
| 19:35 (UTC+8)         |       | Relatório |     | Público: 35 776 Árbitro: JOR Adham Makhadmeh |

| China | Irã |

| 6 de setembro de 2016 | Síria | 0 – 0     | Coreia do Sul | Estádio Tuanku Abdul Rahman, Paroi (Malásia)[A] |
| 20:00 (UTC+8)         |       | Relatório |               | Público: 4 350 Árbitro: AUS Chris Beath         |

| Síria | Coreia do Sul |

| 6 de setembro de 2016 | Catar | 0 – 1     | Uzbequistão | Estádio Jassim bin Hamad, Doha            |
| 19:00 (UTC+3)         |       | Relatório | Krimets 86' | Público: 7 898 Árbitro: BHR Ali Abdulnabi |

| Qatar | Uzbequistão |

#### Terceira rodada
| 6 de outubro de 2016 | Coreia do Sul                                           | 3 – 2     | Catar                           | Suwon World Cup Stadium, Suwon                      |
| 20:00 (UTC+9)        | Ki Sung-yueng 11' · Ji Dong-won 56' · Son Heung-min 58' | Relatório | Al-Haidos 16' (pen) · Soria 45' | Público: 32 550 Árbitro: MAS Mohd Amirul Bin Yaacob |

| Coreia do Sul | Qatar |

| 6 de outubro de 2016 | China | 0 – 1     | Síria        | Estádio da Província de Shaanxi, Xian      |
| 19:35 (UTC+8)        |       | Relatório | Al-Mawas 54' | Público: 37 368 Árbitro: SIN Muhammad Taqi |

| China | Síria |

| 6 de outubro de 2016 | Uzbequistão | 0 – 1     | Irã          | Estádio Bunyodkor, Tashkent                    |
| 18:00 (UTC+5)        |             | Relatório | Hosseini 27' | Público: 34 000 Árbitro: AUS Benjamin Williams |

| Uzbequistão | Irã |

#### Quarta rodada
| 11 de outubro de 2016 | Uzbequistão                | 2 – 0     | China | Estádio Bunyodkor, Tashkent                         |
| 18:00 (UTC+5)         | Bikmaev 50' · Shukurov 86' | Relatório |       | Público: 21 503 Árbitro: SRI Hettikamkanamge Perera |

| Uzbequistão | China |

| 11 de outubro de 2016 | Irã        | 1 – 0     | Coreia do Sul | Estádio Azadi, Teerã                    |
| 18:15 (UTC+3:30)      | Azmoun 25' | Relatório |               | Público: 15 800 Árbitro: JPN Ryuji Sato |

| Irã | Coreia do Sul |

| 11 de outubro de 2016 | Catar               | 1 – 0     | Síria | Estádio Jassim bin Hamad, Doha           |
| 19:00 (UTC+3)         | Al-Haidos 37' (pen) | Relatório |       | Público: 9 940 Árbitro: OMA Ahmed Al-Kaf |

| Qatar | Síria |

#### Quinta rodada
| 15 de novembro de 2016 | Coreia do Sul                      | 2 – 1     | Uzbequistão | Seul World Cup Stadium, Seul                  |
| 20:00 (UTC+9)          | Nam Tae-hee 67' · Koo Ja-cheol 86' | Relatório | Bikmaev 25' | Público: 30 526 Árbitro: KSA Fahad Al-Mirdasi |

| Coreia do Sul | Uzbequistão |

| 15 de novembro de 2016 | China | 0 – 0     | Catar | Centro Esportivo Kunming Tuodong, Kunming  |
| 19:35 (UTC+8)          |       | Relatório |       | Público: 32 763 Árbitro: IRQ Mohanad Qasim |

| China | Qatar |

| 15 de novembro de 2016 | Síria | 0 – 0     | Irã | Estádio Tuanku Abdul Rahman, Paroi (Malásia)[A] |
| 20:45 (UTC+8)          |       | Relatório |     | Público: 4 560 Árbitro: IRQ Ali Sabah           |

| Síria | Irã |

#### Sexta rodada
| 23 de março de 2017 | China        | 1 – 0     | Coreia do Sul | Estádio Helong, Changsha                 |
| 19:35 (UTC+8)       | Yu Dabao 35' | Relatório |               | Público: 30 950 Árbitro: AUS Peter Green |

| China | Coreia do Sul |

| 23 de março de 2017 | Síria               | 1 – 0     | Uzbequistão | Estádio Hang Jebat, Krubong (Malásia)[A]                  |
| 20:00 (UTC+8)       | Kharbin 90+1' (pen) | Relatório |             | Público: 350 Árbitro: UAE Mohammed Abdulla Hassan Mohamed |

| Síria | Uzbequistão |

| 23 de março de 2017 | Catar | 0 – 1     | Irã        | Estádio Jassim bin Hamad, Doha            |
| 19:00 (UTC+3)       |       | Relatório | Taremi 52' | Público: 10 237 Árbitro: HKG Liu Kwok Man |

| Qatar | Irã |

#### Sétima rodada
| 28 de março de 2017 | Coreia do Sul    | 1 – 0     | Síria | Seul World Cup Stadium, Seul                 |
| 20:00 (UTC+9)       | Hong Jeong-ho 4' | Relatório |       | Público: 30 352 Árbitro: JOR Adham Makhadmeh |

| Coreia do Sul | Síria |

| 28 de março de 2017 | Irã        | 1 – 0     | China | Estádio Azadi, Teerã                             |
| 16:30 (UTC+3:30)    | Taremi 46' | Relatório |       | Público: 78 115 Árbitro: SIN Muhammad Bin Jahari |

| Irã | China |

| 28 de março de 2017 | Uzbequistão | 1 – 0     | Catar | Estádio Bunyodkor, Tashkent                 |
| 18:00 (UTC+5)       | Ahmedov 65' | Relatório |       | Público: 19 000 Árbitro: IRQ Mohanad Sarray |

| Uzbequistão | Qatar |

#### Oitava rodada
| 12 de junho de 2017 | Irã                     | 2 – 0     | Uzbequistão | Estádio Azadi, Teerã                      |
| 21:15 (UTC+4:30)    | Azmoun 23' · Taremi 88' | Relatório |             | Público: 59 730 Árbitro: OMA Ahmed Al-Kaf |

| Irã | Uzbequistão |

| 13 de junho de 2017 | Síria                               | 2 – 2     | China                         | Estádio Hang Jebat, Krubong (Malásia)[A]     |
| 21:45 (UTC+8)       | Al-Mawas 12' (pen) · Al Salih 90+3' | Relatório | Gao Lin 68' (pen) · Wu Xi 75' | Público: 4 737 Árbitro: UAE Ammar Al-Jeneibi |

| Síria | China |

| 13 de junho de 2017 | Catar                         | 3 – 2     | Coreia do Sul                          | Estádio Jassim bin Hamad, Doha                     |
| 22:00 (UTC+3)       | Al-Haidos 25', 74' · Afif 51' | Relatório | Ki Sung-yueng 62' · Hwang Hee-chan 70' | Público: 5 373 Árbitro: SRI Hettikamkanamge Perera |

| Qatar | Coreia do Sul |

#### Nona rodada
| 31 de agosto de 2017 | China             | 1 – 0     | Uzbequistão | Centro Esportivo Wuhan, Wuhan                       |
| 20:00 (UTC+8)        | Gao Lin 85' (pen) | Relatório |             | Público: 51 666 Árbitro: SRI Hettikamkanamge Perera |

| China | Uzbequistão |

| 31 de agosto de 2017 | Coreia do Sul | 0 – 0     | Irã | Seul World Cup Stadium, Seul             |
| 21:00 (UTC+9)        |               | Relatório |     | Público: 60 000 Árbitro: AUS Peter Green |

| Coreia do Sul | Irã |

| 31 de agosto de 2017 | Síria                            | 3 – 1     | Catar         | Estádio Hang Jebat, Krubong (Malásia)[A] |
| 20:00 (UTC+8)        | Kharbin 7', 53' · Al-Mawas 90+4' | Relatório | Assadalla 35' | Público: 300 Árbitro: IRQ Ali Sabah      |

| Síria | Qatar |

#### Décima rodada
| 5 de setembro de 2017 | Catar    | 1 – 2     | China                     | Estádio Internacional Khalifa, Doha      |
| 18:00 (UTC+3)         | Afif 47' | Relatório | Xiao Zhi 74' · Wu Lei 83' | Público: 5 686 Árbitro: OMA Ahmed Al-Kaf |

| Qatar | China |

| 5 de setembro de 2017 | Irã             | 2 – 2     | Síria                        | Estádio Azadi, Teerã                    |
| 19:30 (UTC+3:30)      | Azmoun 45', 64' | Relatório | Mohamad 13' · Al Somah 90+3' | Público: 62 165 Árbitro: JPN Ryuji Sato |

| Irã | Síria |

| 5 de setembro de 2017 | Uzbequistão | 0 – 0     | Coreia do Sul | Estádio Bunyodkor, Tashkent                      |
| 20:00 (UTC+5)         |             | Relatório |               | Público: 34 000 Árbitro: SIN Muhammad Bin Jahari |

| Uzbequistão | Coreia do Sul |

### Grupo B
| Pos | Equipe                 | Pts | J  | V | E | D | GP | GC | SG  | Classificado                                     |  | JPN | KSA | AUS | UAE | IRQ | THA |
| --- | ---------------------- | --- | -- | - | - | - | -- | -- | --- | ------------------------------------------------ |  | --- | --- | --- | --- | --- | --- |
| 1   | Japão                  | 20  | 10 | 6 | 2 | 2 | 17 | 7  | +10 | Equipe classificada a Copa do Mundo FIFA de 2018 |  | —   | 2–1 | 2–0 | 1–2 | 2–1 | 4–0 |
| 2   | Arábia Saudita         | 19  | 10 | 6 | 1 | 3 | 17 | 10 | +7  | Equipe classificada a Copa do Mundo FIFA de 2018 |  | 1–0 | —   | 2–2 | 3–0 | 1–0 | 1–0 |
| 3   | Austrália              | 19  | 10 | 5 | 4 | 1 | 16 | 11 | +5  | Equipe classificada a quarta fase                |  | 1–1 | 3–2 | —   | 2–0 | 2–0 | 2–1 |
| 4   | Emirados Árabes Unidos | 13  | 10 | 4 | 1 | 5 | 10 | 13 | −3  | Eliminados                                       |  | 0–2 | 2–1 | 0–1 | —   | 2–0 | 3–1 |
| 5   | Iraque                 | 11  | 10 | 3 | 2 | 5 | 11 | 12 | −1  | Eliminados                                       |  | 1–1 | 1–2 | 1–1 | 1–0 | —   | 4–0 |
| 6   | Tailândia              | 2   | 10 | 0 | 2 | 8 | 6  | 24 | −18 | Eliminados                                       |  | 0–2 | 0–3 | 2–2 | 1–1 | 1–2 | —   |

#### Primeira rodada
| 1 de setembro de 2016 | Austrália              | 2 – 0     | Iraque | Perth Oval, Perth                            |
| 18:30 (UTC+8)         | Luongo 58' · Juric 64' | Relatório |        | Público: 18 923 Árbitro: IRN Alireza Faghani |

| Austrália | Iraque |

| 1 de setembro de 2016 | Japão     | 1 – 2     | Emirados Árabes Unidos | Estádio Saitama 2002, Saitama                      |
| 19:35 (UTC+9)         | Honda 11' | Relatório | Khalil 20', 54' (pen)  | Público: 58 895 Árbitro: QAT Abdulrahman Al-Jassim |

| Japão | E. Árabes U. |

| 1 de setembro de 2016 | Arábia Saudita    | 1 – 0     | Tailândia | Estádio Internacional Rei Fahd, Riade |
| 20:30 (UTC+3)         | Al Abed 84' (pen) | Relatório |           | Público: 40 983 Árbitro: CHN Fu Ming  |

| Arábia Saudita | Tailândia |

#### Segunda rodada
| 6 de setembro de 2016 | Iraque           | 1 – 2     | Arábia Saudita               | Estádio Shah Alam, Shah Alam (Malásia)[B]   |
| 19:00 (UTC+8)         | Abdul-Raheem 18' | Relatório | Al Abed 81' (pen), 88' (pen) | Público: 3 400 Árbitro: QAT Khamis Al-Marri |

| Iraque | Arábia Saudita |

| 6 de setembro de 2016 | Tailândia | 0 – 2     | Japão                     | Estádio Rajamangala, Bangkok              |
| 19:15 (UTC+7)         |           | Relatório | Haraguchi 19' · Asano 75' | Público: 44 500 Árbitro: IRN Mohsen Torky |

| Tailândia | Japão |

| 6 de setembro de 2016 | Emirados Árabes Unidos | 0 – 1     | Austrália  | Estádio Mohammed Bin Zayed, Abu Dhabi                 |
| 19:30 (UTC+4)         |                        | Relatório | Cahill 75' | Público: 40 893 Árbitro: MAS Mohd Amirul Izwan Yaacob |

| E. Árabes U. | Austrália |

#### Terceira rodada
| 6 de outubro de 2016 | Japão                           | 2 – 1     | Iraque         | Estádio Saitama 2002, Saitama             |
| 19:35 (UTC+9)        | Haraguchi 26' · Yamaguchi 90+5' | Relatório | Abdul-Amir 60' | Público: 57 768 Árbitro: KOR Kim Dong-Jin |

| Japão | Iraque |

| 6 de outubro de 2016 | Emirados Árabes Unidos           | 3 – 1     | Tailândia    | Estádio Mohammed Bin Zayed, Abu Dhabi     |
| 20:00 (UTC+4)        | Makhbout 15', 47' · Khalil 90+3' | Relatório | Chanabut 65' | Público: 18 242 Árbitro: HKG Liu Kwok Man |

| E. Árabes U. | Tailândia |

| 6 de outubro de 2016 | Arábia Saudita                 | 2 – 2     | Austrália                 | Estádio Cidade do Esporte Rei Abdullah, Jidá |
| 20:45 (UTC+3)        | Al-Jassim 5' · Al-Shamrani 79' | Relatório | Sainsbury 45' · Juric 71' | Público: 51 616 Árbitro: UZB Ravshan Irmatov |

| Arábia Saudita | Austrália |

#### Quarta rodada
| 11 de outubro de 2016 | Austrália         | 1 – 1     | Japão        | Docklands Stadium, Melbourne                 |
| 20:00 (UTC+11)        | Jedinak 52' (pen) | Relatório | Haraguchi 5' | Público: 48 460 Árbitro: BHR Nawaf Shukralla |

| Austrália | Japão |

| 11 de outubro de 2016 | Iraque                           | 4 – 0     | Tailândia | Estádio Shahid Dastgerdi, Teerã (Irã)[B] |
| 16:00 (UTC+3:30)      | Abdul-Raheem 7', 24', 87', 90+4' | Relatório |           | Público: 2 255 Árbitro: CHN Ma Ning      |

| Iraque | Tailândia |

| 11 de outubro de 2016 | Arábia Saudita                                  | 3 – 0     | Emirados Árabes Unidos | Estádio Cidade do Esporte Rei Abdullah, Jidá |
| 20:45 (UTC+3)         | Al-Muwallad 73' · Al Abed 78' · Al-Shehri 90+2' | Relatório |                        | Público: 60 102 Árbitro: KOR Kim Jong-hyeok  |

| Arábia Saudita | E. Árabes U. |

#### Quinta rodada
| 15 de novembro de 2016 | Japão                              | 2 – 1     | Arábia Saudita | Estádio Saitama 2002, Saitama                    |
| 19:35 (UTC+9)          | Kiyotake 45' (pen) · Haraguchi 80' | Relatório | Hawsawi 90'    | Público: 58 420 Árbitro: SIN Muhammad Bin Jahari |

| Japão | Arábia Saudita |

| 15 de novembro de 2016 | Tailândia             | 2 – 2     | Austrália                   | Estádio Rajamangala, Bangkok                |
| 19:00 (UTC+7)          | Dangda 20', 57' (pen) | Relatório | Jedinak 9' (pen), 65' (pen) | Público: 36 534 Árbitro: QAT Fahad Al-Marri |

| Tailândia | Austrália |

| 15 de novembro de 2016 | Emirados Árabes Unidos   | 2 – 0     | Iraque | Estádio Mohammed Bin Zayed, Abu Dhabi        |
| 19:20 (UTC+4)          | Khalil 26' · Matar 90+3' | Relatório |        | Público: 14 583 Árbitro: UZB Ilgiz Tantashev |

| E. Árabes U. | Iraque |

#### Sexta rodada
| 23 de março de 2017 | Iraque       | 1 – 1     | Austrália  | Estádio Shahid Dastgerdi, Teerã (Irã)[B]   |
| 16:30 (UTC+3:30)    | A. Yasin 76' | Relatório | Leckie 40' | Público: 3 270 Árbitro: KOR Kim Jong-hyeok |

| Iraque | Austrália |

| 23 de março de 2017 | Tailândia | 0 – 3     | Arábia Saudita                                          | Estádio Rajamangala, Bangkok               |
| 19:00 (UTC+7)       |           | Relatório | Al-Sahlawi 26' · Tanaboon 84' (g.c.) · Al-Moasher 90+2' | Público: 41 613 Árbitro: BHR Ali Abdulnabi |

| Tailândia | Arábia Saudita |

| 23 de março de 2017 | Emirados Árabes Unidos | 0 – 2     | Japão                | Estádio Mohammed Bin Zayed, Abu Dhabi        |
| 19:30 (UTC+4)       |                        | Relatório | Kubo 14' · Konno 52' | Público: 23 725 Árbitro: UZB Ravshan Irmatov |

| E. Árabes U. | Japão |

#### Sétima rodada
| 28 de março de 2017 | Austrália              | 2 – 0     | Emirados Árabes Unidos | Sydney Football Stadium, Sydney           |
| 20:00 (UTC+11)      | Irvine 7' · Leckie 78' | Relatório |                        | Público: 27 328 Árbitro: OMA Ahmed Al-Kaf |

| Austrália | E. Árabes U. |

| 28 de março de 2017 | Japão                                            | 4 – 0     | Tailândia | Estádio Saitama 2002, Saitama             |
| 19:35 (UTC+9)       | Kagawa 8' · Okazaki 19' · Kubo 57' · Yoshida 83' | Relatório |           | Público: 59 003 Árbitro: KOR Kim Dong-Jin |

| Japão | Tailândia |

| 28 de março de 2017 | Arábia Saudita | 1 – 0     | Iraque | Estádio Cidade do Esporte Rei Abdullah, Jidá    |
| 20:30 (UTC+3)       | Al-Shehri 53'  | Relatório |        | Público: 60 153 Árbitro: UZB Valentin Kovalenko |

| Arábia Saudita | Iraque |

#### Oitava rodada
| 8 de junho de 2017 | Austrália                 | 3 – 2     | Arábia Saudita                    | Adelaide Oval, Adelaide                      |
| 19:30 (UTC+9:30)   | Juric 7', 36' · Rogic 64' | Relatório | Al-Dawsari 23' · Al-Sahlawi 45+2' | Público: 29 785 Árbitro: UZB Ravshan Irmatov |

| Austrália | Arábia Saudita |

| 13 de junho de 2017 | Tailândia     | 1 – 1     | Emirados Árabes Unidos | Estádio Rajamangala, Bangkok               |
| 19:00 (UTC+7)       | Tossakrai 69' | Relatório | Mabkhout 90+3'         | Público: 24 417 Árbitro: SIN Muhammad Taqi |

| Tailândia | E. Árabes U. |

| 13 de junho de 2017 | Iraque    | 1 – 1     | Japão    | Estádio Shahid Dastgerdi, Teerã (Irã)[B] |
| 16:55 (UTC+4:30)    | Kamel 72' | Relatório | Osako 8' | Público: 983 Árbitro: CHN Fu Ming        |

| Iraque | Japão |

#### Nona rodada
| 29 de agosto de 2017 | Emirados Árabes Unidos    | 2 – 1     | Arábia Saudita    | Estádio Hazza bin Zayed, Al Ain             |
| 20:30 (UTC+4)        | Mabkhout 21' · Khalil 60' | Relatório | Al Abed 19' (pen) | Público: 10 221 Árbitro: KOR Kim Jong-hyeok |

| E. Árabes U. | Arábia Saudita |

| 31 de agosto de 2017 | Japão                    | 2 – 0     | Austrália | Estádio Saitama 2002, Saitama                |
| 19:35 (UTC+9)        | Asano 41' · Ideguchi 82' | Relatório |           | Público: 59 492 Árbitro: IRN Alireza Faghani |

| Japão | Austrália |

| 31 de agosto de 2017 | Tailândia          | 1 – 2     | Iraque                           | Estádio Rajamangala, Bangkok                 |
| 19:00 (UTC+7)        | Ibrahim 63' (g.c.) | Relatório | Meram 34' · Abdul-Amir 84' (pen) | Público: 22 604 Árbitro: BHR Nawaf Shukralla |

| Tailândia | Iraque |

#### Décima rodada
| 5 de setembro de 2017 | Austrália              | 2 – 1     | Tailândia | Melbourne Rectangular Stadium, Melbourne  |
| 20:00 (UTC+10)        | Juric 69' · Leckie 86' | Relatório | Anan 82'  | Público: 26 393 Árbitro: HKG Liu Kwok Man |

| Austrália | Tailândia |

| 5 de setembro de 2017 | Iraque      | 1 – 0     | Emirados Árabes Unidos | Estádio Internacional de Amã, Amã (Jordânia)[B] |
| 17:00 (UTC+3)         | Hussein 29' | Relatório |                        | Público: 2 185 Árbitro: JOR Adham Makhadmeh     |

| Iraque | E. Árabes U. |

| 5 de setembro de 2017 | Arábia Saudita  | 1 – 0     | Japão | Estádio Cidade do Esporte Rei Abdullah, Jidá    |
| 20:30 (UTC+3)         | Al-Muwallad 63' | Relatório |       | Público: 62 165 Árbitro: UZB Valentin Kovalenko |

| Arábia Saudita | Japão |